# O fogo no Borgo (Rafael)
O Fogo no Borgo é uma pintura criada pela oficina do artista renascentista italiano Rafael entre 1514 e 1517. Embora se presuma que Rafael fez os desenhos para a composição complexa, o afresco foi provavelmente pintado por seu assistente Giulio Romano. A pintura fez parte da encomenda de Rafael para decorar as salas que hoje são conhecidas como Stanze di Raffaello, no Palácio Apostólico do Vaticano. Retrata o Papa Leão IV interrompendo um incêndio em 847 com uma bênção de uma varanda em frente à Antiga Basílica de São Pedro. O mural dá nome à Stanza dell'incendio del Borgo ("Sala do Fogo no Borgo").